# Salon international de l'automobile de Genève 2003
Le Salon international de l'automobile de Genève 2003 est un salon automobile qui s'est tenu du 6 mars au 16 mars 2003 à Genève. Il s'agit de la 73e édition internationale de ce salon, organisé pour la première fois en 1905.